# شهرستان کوشاکتن (اوهایو)
شهرستان کوشاکتن، اوهایو (به انگلیسی: Coshocton County, Ohio) یک سکونتگاه مسکونی در ایالات متحده آمریکا است که در اوهایو واقع شده‌است.